# Bunopus
Bunopus és un gènere de sauròpsids (rèptils) escatosos de la família dels gecònids originaris del proper Orient, entre Egipte i l'Iran.

## Taxonomia
- Bunopus blanfordii
- Bunopus crassicauda
- Bunopus spatalurus
- Bunopus tuberculatus